# Копетон чубатий
Копето́н чубатий (Myiarchus crinitus) — вид горобцеподібних птахів родини тиранових (Tyrannidae). Це один з найпоширеніших представників роду Копетон (Myiarchus), що мешкає в Північній Америці.

## Опис
Довжина птаха становить 17-21 см, розмах крил 34 см, вага 27-40 г. Виду не притаманний статевий диморфізм. Верхня частина тіла оливково-коричнева, воло сіре, живіт яскраво-жовтий. Хвіст довгий, рудувато-коричневий, пір'я на голові може підійматись у вигляді чуба. Крила темно-коричневі з двома білими смужками, кінчики махових пер рудуваті. 
Спів чубатих копетонів складається з різних посвистів. За допомогою них птахи спілкуються між собою та повідомляють про небезпеку.

## Поширення і екологія
Чубаті копетони гніздяться на сході США, до центрального Техасу, Оклахоми і Північної Дакоти на заході. В Канаді птах гніздиться на півдні Манітоби, Онтаріо і Квебеку, на північному сході Нової Шотландії, подекуди на Острові Принца Едварда.
Взимку птах мігрує до південної Мексики, на півострів Юкатан, на узбережжя Центральної Америки, на Кариби, до північної Колумбії та Венесуели. На півдні Флориди чубатий копетон осіло живе впродовж всього року.
Чубаті копетони живуть в кронах листяних і змішаних лісах, на узліссях і галявинах, в парках і садах. Вони віддають перевагу лісовим масивам з негустими кронами, зокрема вторинним лісам, або лісовим масивам, в яких проводиться вибіркова рубка дерев. Чубаті копетони уникають хвойних лісів.

## Раціон
Чубаті копетони є переважно комахоїдними, більшу частину їх раціону складають метелики, жуки, коники, бджоли та оси. Вони нападають на здобич із засідки і ловлять її в польоті. Іноді птахи зависають в повітрі і дзьобають комах з листя. Також чубаті копетони живляться невеликими плодами і ягодами, причому рослинна дієта може переважати у зимові місяці.

## Розмноження
Південні популяції починають гніздування в середині квітня, північні — в червні. Чубаті копетони є моногамними, пара може зберігатися впродовж кількох сезонів. Гнізда розміщуються в дуплах дерев на висоті від 2 до 6 м над землею. Гніздо будує самиця впродовж 2-4 днів. Воно складається здебільшого з рослинних матеріалів: трави. моху, листя, але також з хутра і пташиних пер. Чубаті копетони мають дивну звичку вистеляти дно гнізда зміїною шкірою-виповзком. Іноді в гніздах знаходять тканини, мотузки і пластикові предмети.
В кладці 4-8 яєць. За сезон вилупляється один виводок. Кладку насиджує лише самиця впродовж двох тижнів. Після вилуплення пташенята проводять в гнізді ще два тижні. Батьки піклуються про пташенять і годують їх комахами.

## Збереження
МСОП з 1988 року вважає цей вид таким, що не потребує особливих заходів зі збереження. Популяцію чубатих копетонів оцінюють в 6,7 млн птахів. Популяційний тренд стабільний.

## Галерея

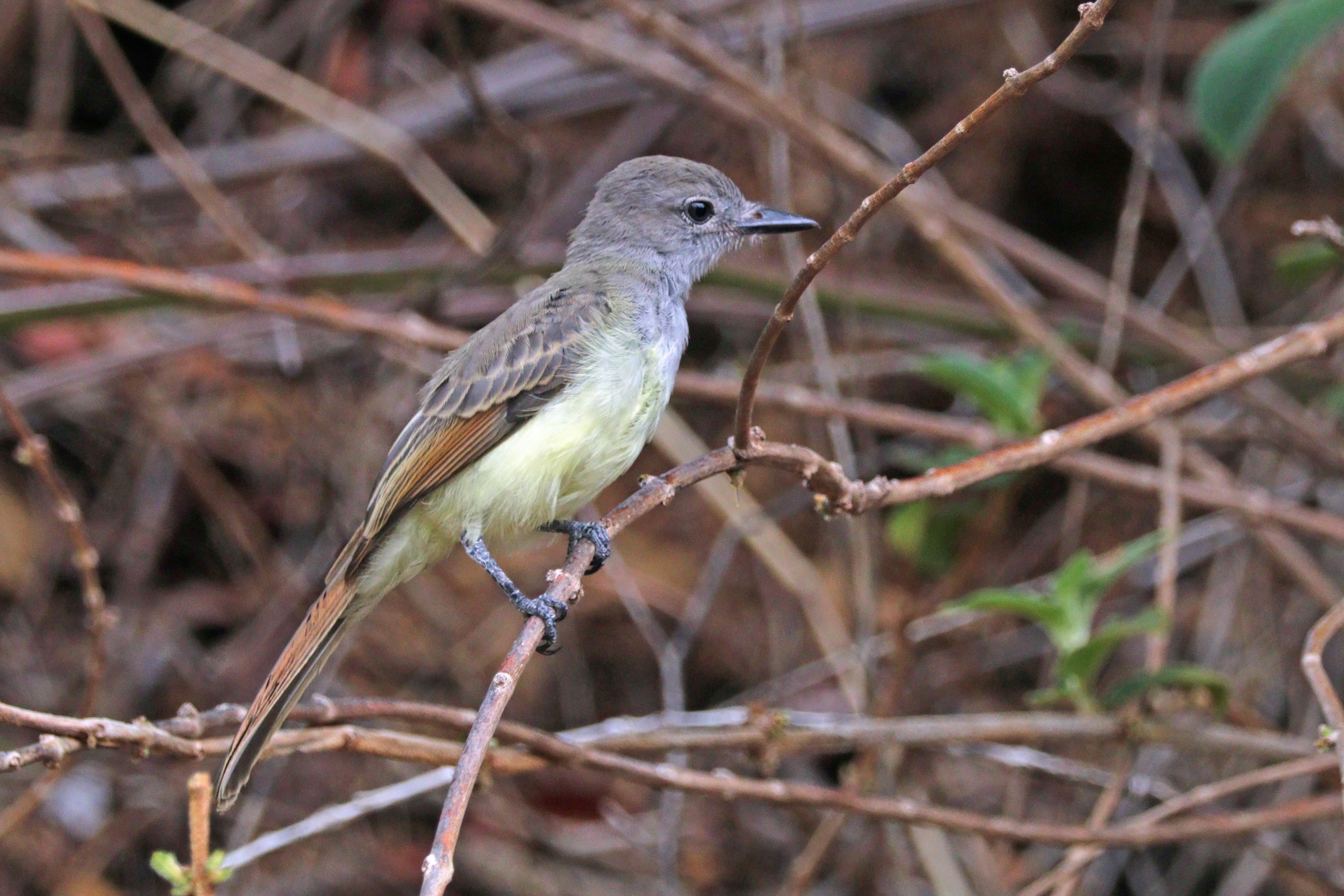
Острів Паріда, Панама
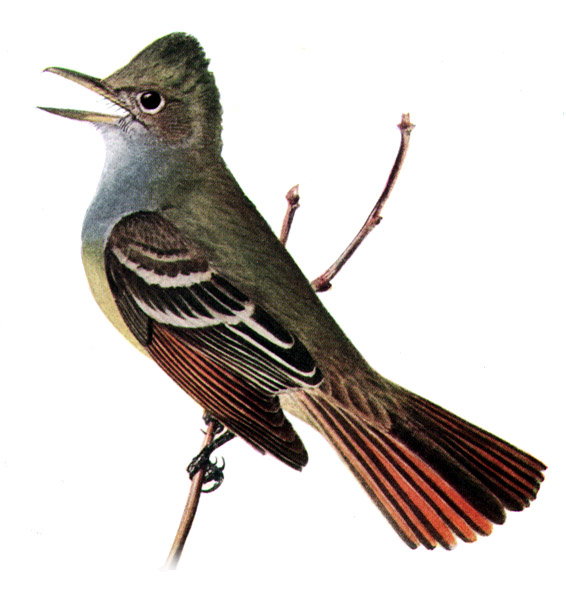
Малюнок чубатого копетона
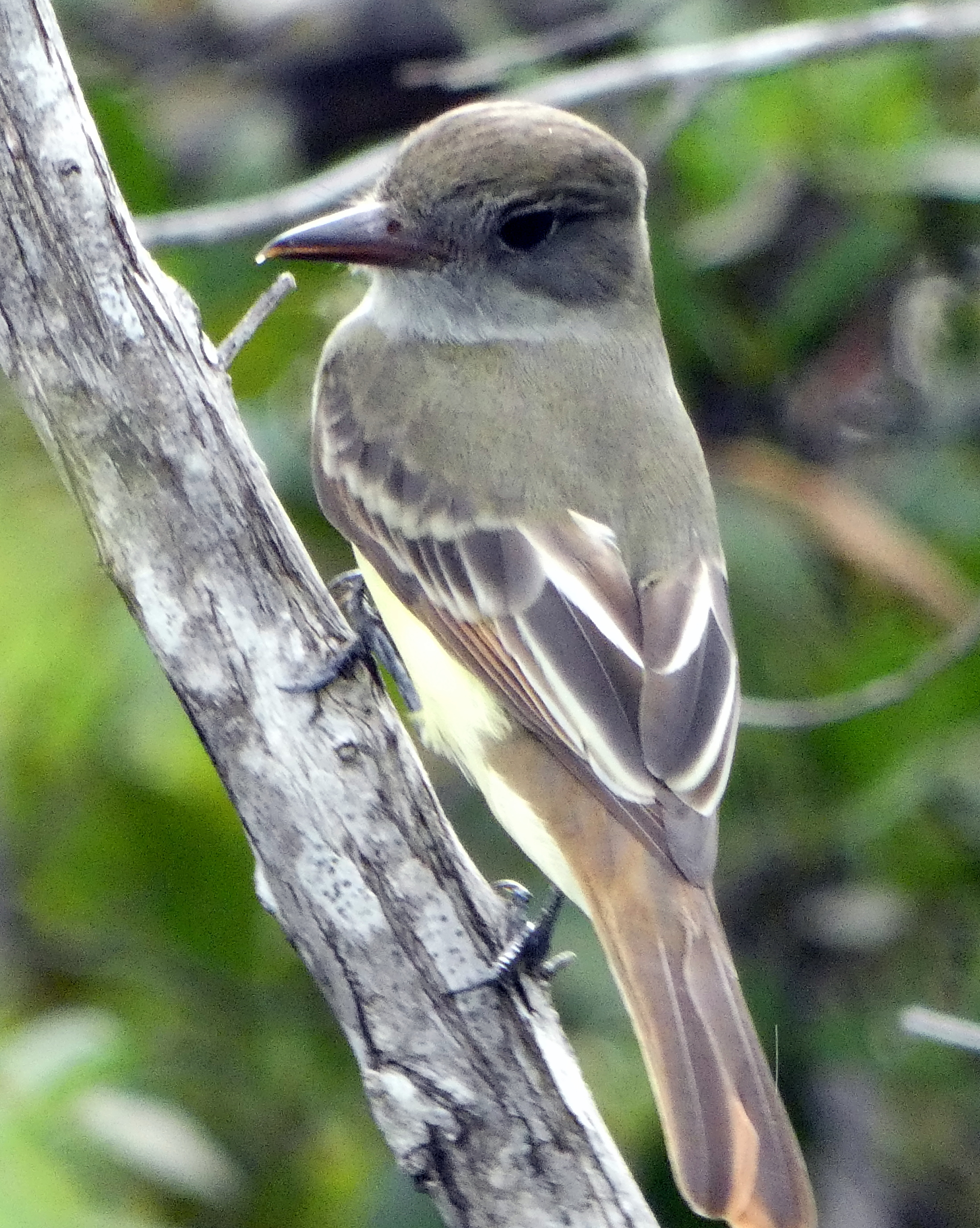
Флорида